# Robby Mook
Pour les articles homonymes, voir Mook.
Robert E. Mook, dit Robby Mook, né le 3 décembre 1979, est un « manager de campagne électorale » américain. Il est connu pour être le directeur de la campagne électorale d'Hillary Clinton pour l'Élection présidentielle américaine de 2016.
Il est le premier directeur de campagne américain à avoir déclaré être homosexuel.